# Gamers Mania
Gamers Mania (Gamer's Guide to Pretty Much Everything) è una serie televisiva statunitense, creata da Devin Bunje e Nick Stanton e prodotta da Devin Bunje, Nick Stanton e Jim O'Doherty.
La serie è stata trasmessa negli Stati Uniti dal 22 luglio 2015 sul canale televisivo Disney XD, mentre in Italia un'anteprima della serie è stata trasmessa il 19 dicembre dello stesso anno. La messa in onda regolare è stata trasmessa su Disney XD (Italia) dall'11 gennaio 2016.
Il 20 novembre 2015 la serie non è stata rinnovata per una seconda stagione.

## Trama
Conor, un videogiocatore professionista, si sloga il pollice e quindi è costretto a tornare a scuola dove incontrerà nuovi amici (Wendell, Franklin e Ashley) e vivrà avventure esilaranti.

## Episodi
| Stagione         | Episodi | Prima TV USA | Prima TV Italia |
| ---------------- | ------- | ------------ | --------------- |
| Prima stagione   | 21      | 2015-2016    | 2016            |
| Seconda stagione | 16      | 2016-2017    | 2017            |